# Канн, Питер
Питер Р. Канн (англ. Peter R. Kann; род. 13 декабря 1942 года) — американский корреспондент Wall Street Journal, отмеченный в 1972 году Пулитцеровской премий за репортажи об Индо-пакистанском конфликте.

## Биография
Питер Канн родился в 1942 году в семье профессора Ратгерского университета. Ещё в начальной школе он основал общественную городскую газету Jefferson Road Snooper, в подростковом возрасте писал для небольшого издания Princeton Packet. В 1964-м он получил степень бакалавра политических наук в Гарвардском университете. В университетские годы он являлся политическим редактором Harvard Crimson и по окончании университета присоединился к штату питтсбургской редакции Wall Street Journal в качестве городского и бизнес-обозревателя. Через год его перевели в лос-анджелесское бюро издания, где он освещал игровые преступления в Неваде и киноиндустрию Голливуда. В июле 1967 года репортёра перевели во Вьетнам, а на следующий год — в Гонконг. Оставаясь корреспондентом Wall Street Journal в Азии, в 1971-м Канн вызвался освещать Индо-Пакистанский конфликт, несмотря на указания редакции покинуть опасный регион. Его материалы о военных действиях были напечатаны на первой полосе двух выпусков Wall Street Journal и получили положительную оценку в журналистском сообществе. За выдающуюся репортёрскую работу Канна отметили Пулитцеровской премией за международный репортаж в 1972 году.
Всего Питер Канн проработал иностранным корреспондентом Wall Street Journal около двенадцати лет. В частности, в 1976 году он стал первым редактором и издателем Asian Wall Street Journal, а также публиковал гонконгский деловой ежедневник Far Eastern Economic Review. Вернувшись в страну в 1979 году, он около года занимал должность издателя и редактора Wall Street Journal, но вскоре был назначен главным операционным директором издателя газеты Dow Jones & Company. В начале 1990-х годов Канн получил должность исполнительного директора. Всего в холдинге он проработал 44 года. Выйдя на пенсию в 2007-м, издатель начал преподавательскую карьеру в Высшей школе журналистики Колумбийского университета. По состоянию на 2017 год он является членом попечительского совета Института перспективных исследований в Принстоне.

## Личная жизнь
Во время работы в Сайгоне Канн познакомился с социальной работницей из Миннесоты Франческой Майер. Они поженились в 1969 году в Гонконге, но уже в начале 1980-х разошлись. Параллельно репортёр начал отношения с журналисткой Wall Street Journal и будущей лауреаткой Пулитцеровской премии Карен Эллиотт Хаус. Журналисты поженились в 1984 году. Они продолжили свою карьеру в Wall Street Journal на разных по уровню должностях, что неоднократно вызывало широкое обсуждение в прессе.